# Oliver Ibert
Oliver Ibert (* 18. März 1970 in Brake (Unterweser)) ist ein deutscher Geograph.

## Leben
Ibert studierte von 1991 bis 1997 Geographie, Germanistik und Politikwissenschaften an der Universität Oldenburg (Magister Artium), wo er zum Dr. rer. pol. promoviert wurde. Anschließend war er von 2002 bis 2009 Post-Doktorand bzw. Akademischer Rat auf Zeit an der Universität Bonn. Nach der Verleihung der venia legendi für das Fach Geographie lehrte er von 2009 bis 2019 als Professor für das Fachgebiet Wirtschaftsgeographie an der FU Berlin. Im Sommer 2014 hatte er zudem eine Gastprofessur am Department of Political Sciences der University of Toronto inne.
Seit 2019 ist Ibert Professor für Raumbezogene Transformations- und Sozialforschung an der BTU Cottbus-Senftenberg und Direktor des Leibniz-Instituts für Raumbezogene Sozialforschung.

## Schriften (Auswahl)
- Innovationsorientierte Planung. Verfahren und Strategien zur Organisation von Innovation. Leske und Budrich, Opladen 2003, ISBN 3-8100-3780-X.
- als Hrsg. mit Hans Joachim Kujaht: Räume der Wissensarbeit. Zur Funktion von Nähe und Distanz in der Wissensökonomie. VS-Verlag, Wiesbaden 2011, ISBN 978-3-531-17707-6.
- mit Felix C. Müller, Axel Stein: Produktive Differenzen. Eine dynamische Netzwerkanalyse von Innovationsprozessen. Transcript, Bielefeld 2014, ISBN 978-3-8376-2699-5.